# التبني (دير الزور)
التبني بلدة وناحية سوريّة إداريّة تتبع منطقة دير الزور في محافظة دير الزور. بلغ عدد سكان الناحية 48,393 نسمة حسب تعداد عام 2004.